# Azeroth
Azeroth é um planeta fictício em um cenário de fantasia, criado em 1994 para o jogo Warcraft:Orcs & Humans e usado como cenário para todos os outros jogos e demais elementos do universo transmídia de Warcraft.
O planeta é composto por 4 continentes, sendo eles:
- Reinos do Leste (à Leste)
- Kalimdor (à Oeste)
- Nortúndria (ao Norte)
- Pandária (ao Sul)

Inclui também diversas ilhas, algumas delas sendo consideradas subcontinentes ou microcontinentes que são:
- Ilhas Partidas
- Kul'Tiras
- Zandalar

Neste universo ficcional, Azeroth possui ligação através de portais e outros meios mágicos e/ou tecnológicos com outros planetas, sendo eles:
- Terralém (Outland)
- Draenor[3]
- Argus

Azeroth é habitado por várias raças, algumas delas alienígenas, vindas dos planetas Terralém, Draenor e Argus, que vivem dividas entre duas facções, a Aliança e a Horda.